# Prebivalec (Second Life)
V kontekstu spletne igre Second Life, se izraz Prebivalec nanaša na »ljudi, ki imajo vlogo v svetu«:
Bilo je že precej zgodaj v razvoju Second Life-a. Ena mojih nalog je bila najti različne izraze, ki bi jih uporabljali, vključno z imenom! Debata o poimenovanju je bila po navadi med menoj, Philipom, Hunterjem in Petrom (obeh izmed njih ni več tu), vključno z odzivom vseh ostalih.
Ko je prišlo do tega, kako klicati ljudi na svetu, smo vedeli, da jih nočemo klicati le »uporabniki«, čeprav bi bila to najbolj tipična stvar za »software«. Kakorkoli izraz »uporabniki« ne opisuje ravno dobro dvosmerne narave Second Life-a, kjer vpleteni ljudje priskrbijo vsebino in prispevajo k izkušenosti.
Prav tako smo razmišljali o izrazih »člani« (dolgčas!), »državljani« (preveč politično!) in »igralci« (preveč igralsko). 

Zdi se, da izraz »prebivalci« najbolje opisuje ljudi, ki imajo vlogo v svetu in vplivajo na njegovo rast.— —Robin Harper (aka Robin Linden).
Izraz se splošno ne uporablja za ljudi, ki:
- so si samo ustvarili račun, vendar se niso nikoli prijavili
- so imeli račune ustvarjene v njihovo korist, za promocijske prireditve
- so ustvarili račun, se nekajkrat prijavili in potem prenehali uporabljati račun

Majhna izjema v aplikaciji izraza bi bila, ko bi se ta nanašal na osebo, ki poseduje več računov. V 
tem primeru se primarni račun normalno izmenično z drugimi nanaša na Prebivalce. Nobene izjeme niso narejene za tiste, ki uporabljajo Osnovni ali Premium račun, Prebivalci, ki imajo aktivne račune in 
so kupili do življenjsko naročnino za 225$ so poimenovani kot Čarterski člani.

## Aktivnosti Prebivalcev v Second Life-u
Prebivalci so vključeni v mnogo aktivnosti, kakor so ljudje v resničnem življenju. Za razliko od resničnega življenja, ni nobene biološke potrebe po iskanju hrane ali zavetišča.
Tako nekatere aktivnosti, ki bi bile potrebne v realnem svetu, postanejo popolnoma prostovoljne prostočasne dejavnosti.
Prebivalci raziskujejo, z drugimi so v interakciji ter ustvarjajo nove »vsebine«. Raziskovanje je kot potovanje v realnem svetu, nekdo išče kraje, ki bi lahko bili zanimivi ter nato gre tja, včasih tudi naključno. Interakcija poteka predvsem preko klepeta ali »instant messaging«, nič različno od popularnih internetnih aplikacij, samo da so vključene še 3D vizualizacije. Interakcija je prav tako obnašanje, kot na primer zbiranje prijateljev in tujcev v klubu, kjer poslušajo posneto ali živo glasbo. Kreacija je uporaba programskih orodij za spremembo videza ali obnašanja v Second Life virtualnem svetu.

### Subkulture
Second Life sestavljajo različne, raznolike subkulture. Obstaja nekaj prej določenih struktur, tako da obstoječa organizacija teži k zadovoljitvi pomanjkanja in potreb prebivalcev. Nekateri Prebivalci imajo avatar, ki je jasno človeški, moški ali ženski, nekateri pa imajo avatar, kjer je spol manj očiten ali pa popolnoma androgen; za uporabnika je lažje spremeniti videz avatarja za oba spola. Prav tako obstaja mnogo nečloveških avatarjev, kot so vile in roboti.
Nekateri prebivalci se odločijo za ponazoritev nekaterih specifičnih svetov, kot je to srednjeveška Japonska ali antični Rim. Odločijo se za delovanje kakor resnične historične osebe. Kot po navadi, prebivalci se lahko prosto gibajo not in ven iz teh svetov, kot se jim zdi. Virtualne lastniške pravice pridejo tu v poštev, lastniki zemljišč lahko izključijo prebivalce, ki se ne obnašajo po lastniškem pravilniku, ki v tem primeru lahko vključuje obleko, jezik in obnašanje. Obstajajo tudi področja, ki ponazarjajo svetove iz literature, ter video igric.
Nekatere subkulture v Second Life-u se vrtijo okoli dogodkov. Dogodki vključujejo veliko aktivnosti, ki so povezane z umetnostjo, kulturo, dobrodelnostjo, podpornimi skupinami, trgovino, diskusijami, izobrazbo, igrami, tekmovanji, nočnim življenjem, zabavo, predstavami na prostem in športom.
Obstaja vgrajen mehanizem za organizacije, ki se imenujejo skupina. Skupino lahko ustvari prebivalec za plačilo L$100, nato ima tri dni časa, da rekrutira dodatne člane. Skupina mora vedno vsebovati vsaj dva člana, da lahko ostane aktivna. Tisti skupini, ki Prebivalec pripada je prikazano na njegovem profilu. Članstvo v skupini priskrbi načine za samo identifikacijo in samo izražanje ter olajša članom komunikacijo. Skupino sestavljajo uradniki in člani, z nazivi, ki jih določi vodstvo skupine. Naziv Lastnik, Član ali naziv za poljubno vlogo se lahko prikaže nad imenom Prebivalčevega avatarja. Prebivalci lahko sodelujejo v 25 skupinah ter lahko izbirajo kateri naziv bo prikazan ob določenem času. Aktivnosti v skupini so po navadi osredotočene na določene interese, tako ustvarjanje skupine lahko da ljudem skupne temelje za debato in priskrbi lažji način za prebijanje ledu. Nekatere skupine imajo tudi spletne strani, da premostijo vrzel med interesi v resničnim življenjem (imenuje se tudi »first life«, ali na kratko »RL« za »real-life«) in v Second Life-u (okrajšano SL ali 2L).
Skupinam je dovoljeno imeti v lasti zemljo in resurse , tako sestavljajo najbližjo stvar korporacijam znotraj okolja Second Life-a.
Na Second Life vpliva veliko internetnih fenomenov, kot so »Ulae«, »Miko Miko Nurse«, »Yoshio Kojima« in »Kapitan Jean-Luc Picard«. Veliko teh stvari je v obliki animacij, ki jih uporabljajo avatarji. Ta dejanja so posledica internetnega kulturnega širjenja v Second Life.
V Second Life-u se pojavljajo tudi blogi kjer Prebivalci navajajo svoja »druga življenja«, včasih bolj obsežno kot svoja prva.

### Ustvarjena vsebina Prebivalcev
Večino vsebine v Second Life-u ustvarjajo Prebivalci. »Linden Lab« aktivno promovira to, da Prebivalci obdržijo pravice do intelektualne lastnine za objekte, ki so jih ustvarili (čeprav so naprošeni, da ponudijo Linden Labu omejeno licenco za namen promocije in marketinga).
Samo LSL skripte, podobe narejene iz fotografij ter osnovni 3D objekti, imenovani »Primitivi« ali »Prims«, ali pa kompoziti skript in podob so lahko ustvarjeni izključno s stranko (čeprav prihodnja objava obljublja, da bo animacije lahko ustvariti kot BVH datoteke znotraj stranke).
Animacije so lahko ustvarjene z različno programsko opremo, kot je to Qavimator, Avimator in Poser, ali pa so lahko pridobljene preko zajetja gibanja. 
Avimator je preprosto »open source« orodje za ustvarjanje in spreminjanje avatarjevih animacij samo za Second Life, dostopen je za Windows, Mac OS X ter Linux. Animacije so lahko sprožene preko skript in uporabljene za gibanje preko tipk.
Teksture so lahko naložene kot TGA, Bitmap ali JPEG ter so narejene v aplikacijah kot so Adobe Photoshop, Corel Paint Shop Pro ali GNU Image Manipulation Program (GIMP). Teksture so lahko uporabljene na površini kateregakoli 3D objekta, pokrajine, obleke ali avatarjeve kože (vključno s tatooji) ter so lahko uporabljene kot skriptni delci.
Zvok je lahko narejen z uporabo katerekoli programske opreme, ki je zmožna napraviti WAV datoteke, kar sega od osnovnega snemalca zvoka v operacijskem sistemu, medija predvajalnikov kot je foobar2000 ter do paketov za urejanje avdia kot sta to Audacity in Pro Tools.
Vsak prebivalec ima dostop do zbirk tekstur, animacij, zvokov in objektov, ki jih najde v knjižnični mapi. Teksture, animacije ter zvoki stanejo L$10 za prenos. JPEG formati, čeprav so manjši v datotečni velikosti, niso priporočljivi, ker so ob naložitvi spremenjeni v datotečni format JPEG2000, ne glede na originalni datotečni format. TGA datoteke imajo prednost alfa kanala nevplivnosti. Slike so zmanjšane do naslednje manjše podobe v seriji privzetih vrednosti, največja je 1024x1024.

#### Avatarji
Prebivalci Second Life-a so v okolju predstavljeni z avatarjem. Osnovni avatar je »humanoid«, v obliki, ki se jo lahko spremeni na več načinov:
- Niz GUI kontrol lahko spremeni vsak aspekt osnovne oblike (tip telesne postave, koža, pričeska, itd.)
- Ustvarjanje oblek ali kupovanje oblek, ki so jih naredili drugi Prebivalci
- Nastavki – 3D objekti nameravajo dopolniti ali zamenjati telesno strukturo, obleke ali lase
- Animacijski pretvornik (namerava dopolniti ali zamenjati zalogo zbirke animacij) uporablja LSL za sprožitev formata BVH animacij
- Pretvornik Sonic- uporablja LSL za sprožitev zvokov, kot so stopinje, ali izražanje čustev, kot je smeh, jok in orgazmi

Rezultat lahko ostane zvest originalnemu humanoidnemu avatarju ali pa se lahko kaže kot popolnoma ne-humanoidna reprezentacija karakterja. Te prilagoditve so lahko zbrane v posamezno opremo, s skupnimi aplikacijami oprem, vključno z živalmi, roboti, vilami, itd.

#### Objekti
Second Life vključuje vgrajen 3D oblikovalnik, ki omogoča Prebivalcem ustvarjati kompleksne objekte iz niza osnovnih gradbenih blokov, poznanih kot »prims« (kratko za »primitive«) – parametrični modeli, ki podpirajo dinamično stopnjo do podrobnosti. Second Life uporablja Havok za simuliranje fizike, čeprav se vsi objekti na svetu ne odzivajo na fiziko. Prihodnja posodobitev bo vključevala podporo Havok 4, izboljšavo, ki jo Prebivalci Second Life-a čakajo že od kar jo je Linden Lab prvič oznanil pred junijem 2002. Vsi objekti in 3D informacije vsem strankam dotekajo v realnem času. To omogoča urejanje 3D objektov v realnem času, tako da Prebivalci lahko pogledajo kaj se gradi, ko se gradi.
3D objekti se lahko uporabljajo za izdelavo dodatkov avatarjem, prevoznih sredstev, stavb, pohištva, kipov ali kar koli drugega kar se uporabniki lahko spomnijo. Dodatki so lahko nekaj tako preprostega kot očala, ali kompleksen niz objektov, ki spremenijo avatar v nekaj popolnoma drugega. Vozila lahko variirajo od rolerjev do avta, do replik fikcijskih vozil.
V prvi polovici leta 2007 je Linden Lab dodal v Second Life novo funkcijo, možnost za ustvarjanje »oblikovanih primitivov«. Kjer so »primitivi« osnovani na preprostih geometričnih oblikah, kot so cilindri, kocke in krogle so »oblikovani primitivi« osnovani na grbinastih kartah, to so 2D vzorci, ki opisujejo kakršnokoli neprekinjeno zaprto površje. Vseeno ni pri »oblikovanih primitivih« dovoljenih nobenih lukenj.

#### Pisanje skript
Prebivalci lahko uporabijo skripte za ustvarjanje objektov, pri tem kontrolirajo obnašanje objektov znotraj okolja. SL uporablja svoj lasten jezik za pisanje skript, ki se imenuje »Linden Scripting Language« (LSL). LSL ima sintakso, ki je podobna C-ju in Javascript ter omogoča objektom, da so v interakciji s SL svetom kot tudi z internetom preko elektronske pošte, XML-RPC in HTTP.
LSL je uporabljen, da zažene vse interaktivnosti v SL, ki niso priskrbljene z vmesnikom. Na primer, med tem ko je objekt možno prodati s tem, ko ven spustimo objekt s pravilnimi atributi, nastavljenimi preko vmesnika, to postane precej težje, večji ko je posamezen objekt, številčnejša kot je zbirka objektov ali za objekte, ki so pogosto posodobljeni. Teksture, skripte, animacije ter geste ne morejo prodajati same sebe (čeprav se lahko na tak način prenašajo med Prebivalci), potrebujejo jih, da se obdržijo znotraj obsegajočega objekta. Igre, vrata, utripajoče luči in skratka vse kar je v SL vidnega in interaktivnega, je napisano v skriptah.

## Zunanji vplivi
Največji zunanji vpliv je sam »Linden Lab«, ki kontrolira virtualno vladavino. Govorilo se je, da je eden izmed načinov, da si nekdo poveča možnosti za uspeh v SL to, da pridobi pozornost »Linden Laba«. »Linden Lab« vodi »ekonomijo« SL-ja, Ginsu Linden je zadolžen za ekonomsko politiko. »Linden Labs« ima prav tako poslovne vezi z drugimi podjetji, ta so včasih videna, kot da imajo disproporcionalen vpliv pri SL prebivalcih.
Še en zunanji vpliv na SL je samo selektivna narava SL prebivalcev. O tem kakšen vpliv ima to, poteka debata v SL skupnosti.
Kakorkoli, v SL ima najbolj sporen zunanji vpliv »pravo življenje« ali »First Life«. Prebivalci SL to pogosto skrajšajo kot »RL« ali »FL« kakor je tudi okrajšava »SL« skoraj povsod navzoča. Vpliv RL pomeni, da so aktivnosti prekinjene, urniki spremenjeni ter projekti upočasnjeni zaradi prilagoditve zahtevam RL-ja, zlati zaradi dela in razmerij, ki morajo biti izpolnjena v RL. Mnogo SL prebivalcev noče povezati svojega »RL« s svojim »SL« ter trdijo da njihov obstoj v »SL« obstoji ali propade po njihovi lastni zaslugi. En način, da se ta vpliv pokaže so stične točke med »Second Life« in »Real Life« identiteto, vključno z uporabo zvoka v SL, plačilom davkov in različnimi dejanji, ki »potrjujejo« da je posamezen avatar povezan z določenim posameznikom v resničnem življenju.
»Linden Labs« in »RL« sta pogosto združena, da izvajata pritisk nad prebivalci pri plačilu uporabniških dajatev v SL, kar pa zahteva služenje denarja s pomočjo prodaje dobrin, virtualnega zemljišča, storitev ali drugih aktivnosti, s pomočjo katerih je možno dobiti »Lindenške dolarje«.
Viden rastoči zunanji vpliv kaže seznam korporacij v resničnem življenju, vključno z IBM, General Electris, SUN Microsystems in Cisco. Te korporacije najamejo graditelje, rekrutirajo prebivalce in so prisotne v SL zaradi različnih ciljev in namer. Poleg denarja, ki ga potrošijo na SL, pa imajo njihovi zaposleni različne stopnje obveze do VR kot celote, na primer IBM ima evangelista, čigar ime v svetu je »ePredator Potato«. Kaj ta prisotnost pomeni za SL kot celoto pa je ravno tako stvar diskusije med prebivalci.
Mednarodna narava SL-a in njegova individualistična drža nasploh pomeni, da je zelo prisoten strah pred vladnim vmešavanjem ali vmešavanjem v aktivnosti v SL, vključno s prepovedmi iger na srečo, uveljavljanjem zakonov o opolzkosti in pornografiji, kakor tudi dajatev davkov, kot je davek na dodano vrednost. Med tem, ko je bilo nekaj sodnih primerov, ki so vključevali SL, na splošno ni še bilo ugotovljeno koliko dejanskega vpliva so RL vlade uporabile v SL, čeprav za prepoved iger na srečo »Linden Laba« ter za dajatve od davka na dodano vrednost prebivalci krivijo vmešavanje vlade.
En izmed določenih strahov je strah pred izgubo anonimnosti, katero uporablja mnogo prebivalcev za izvajanje aktivnosti, za katere ne želijo, da jih povezujejo z njihovo resnično identiteto, kar pomeni da se poteze za preveritev identitete pogosto srečajo z močnim odporom.